# Frank Sinatra Has a Cold

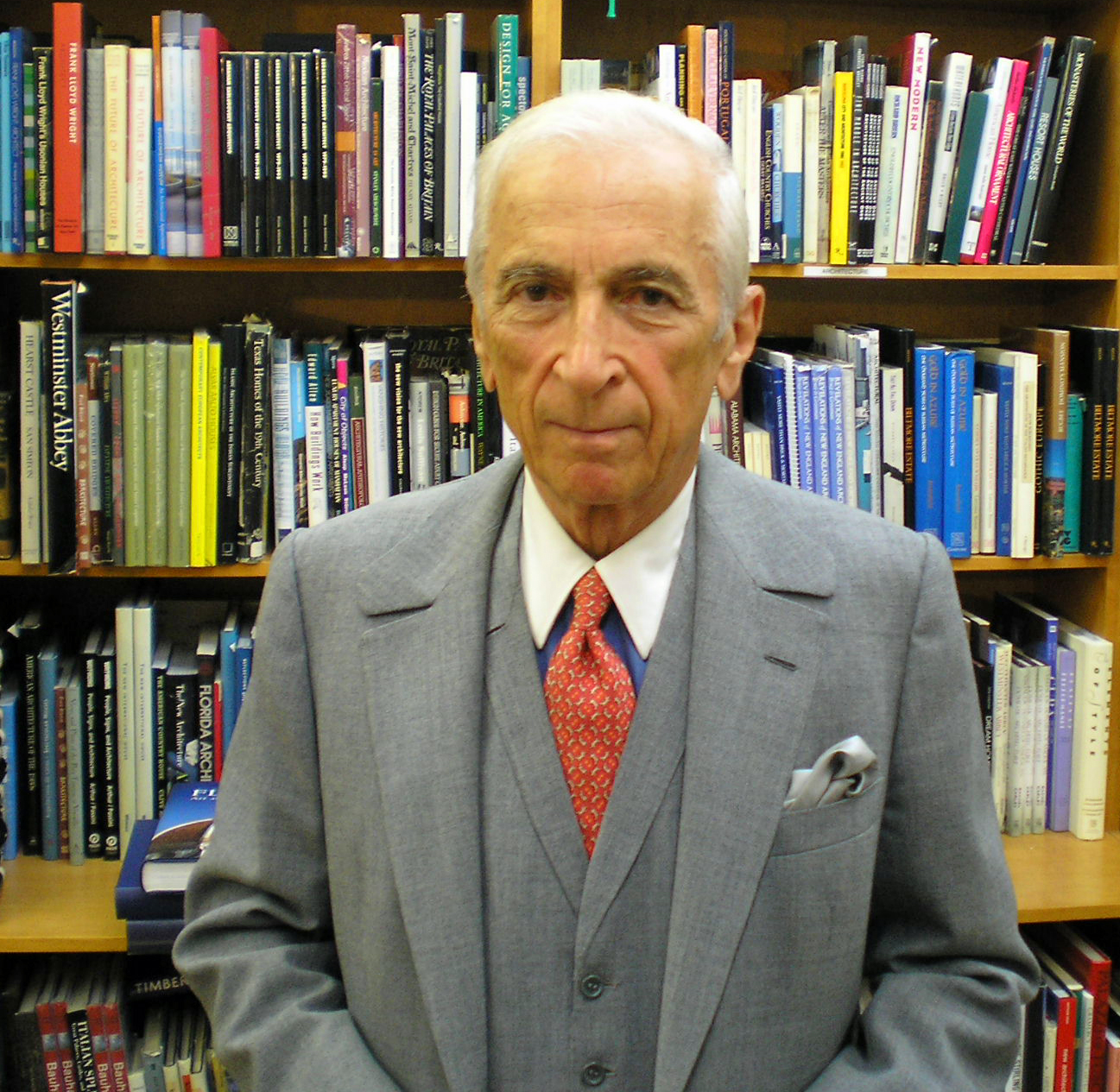
Gay Talese, autor del perfil, en 2006.

Frank Sinatra Has a Cold es un perfil de Frank Sinatra escrito por Gay Talese para el número de abril de 1966 de Esquire. El artículo es una de las obras de periodismo para revista más famosas que se han escrito y a menudo se lo considera no solo el mejor perfil de Frank Sinatra, sino también uno de los mejores perfiles de personas famosas que se han escrito. El perfil es una de las obras fundamentales del nuevo periodismo y todavía se discute y estudia. En el 70.º aniversario de la revista Esquire en octubre de 2003, los editores nombraron al artículo «La mejor historia jamás publicada en Esquire».

## El encargo

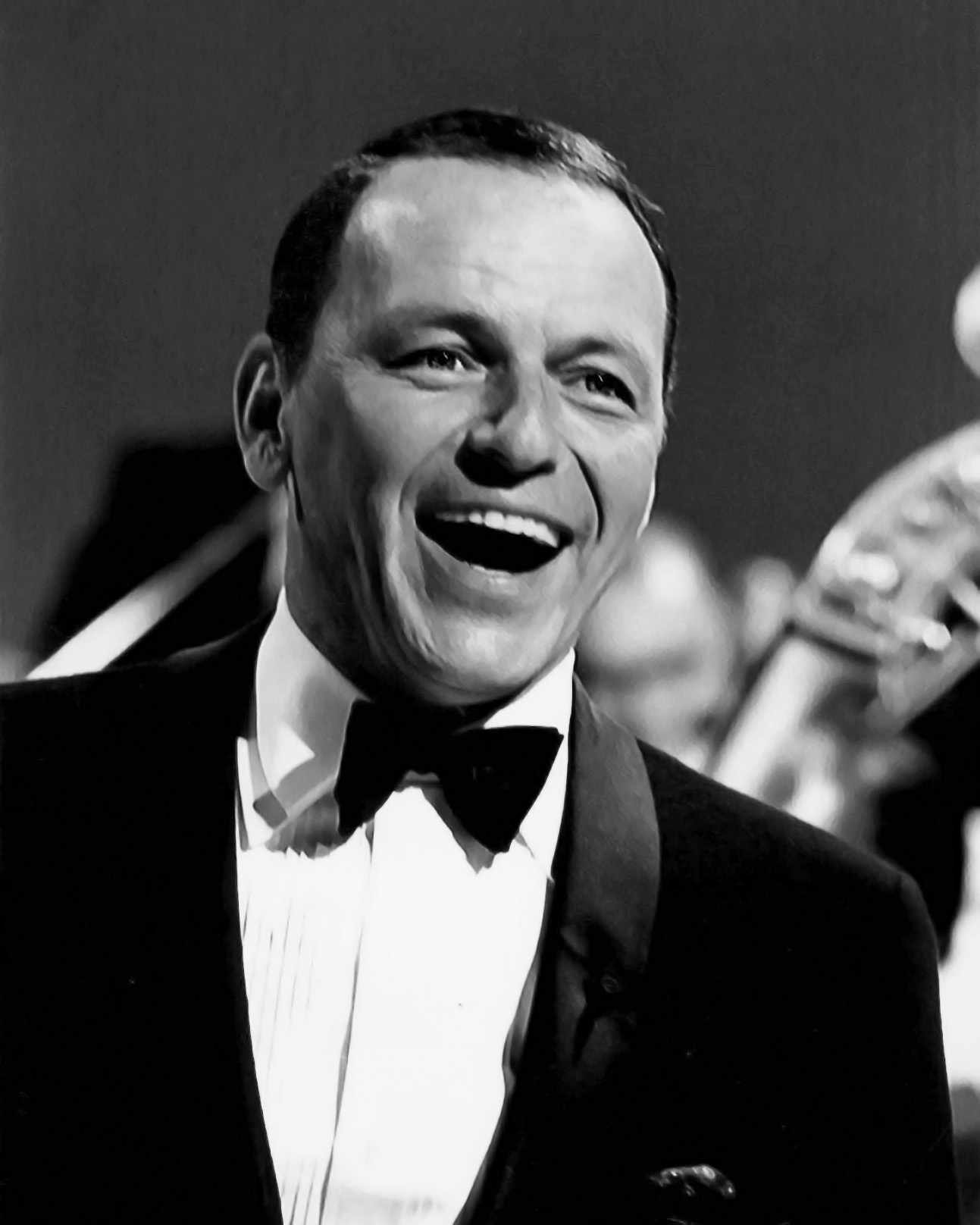
Frank Sinatra en 1966

Talese había pasado los primeros 10 años de su carrera en The New York Times. Allí se sentía, sin embargo, restringido por las limitaciones inherentes a la redacción de artículos de diario, y empezó a buscar trabajo en revistas. En 1965 firmó un contrato para escribir seis artículos en un año con la revista Esquire. El primer encargo que le hizo el editor de Esquire fue escribir un perfil de Frank Sinatra. Era un encargo difícil, pues Sinatra había rechazado las peticiones de realizar entrevistas para Esquire durante años.
Sinatra estaba cerca de cumplir 50 y por aquel tiempo despertaba mucho el interés del público y los periodistas. La relación de Sinatra con una Mia Farrow de veinte años aparecía con frecuencia en las noticias. Un documental de la CBS había molestado a Sinatra, pues sentía que se habían entrometido en su vida, y estaba descontento con las especulaciones sobre su conexión con los líderes de la mafia. También se preocupaba por su próximo papel en un show de la NBC que tendría el nombre de su álbum, A Man and His Music, sus participaciones en varios negocios de bienes inmuebles, su productora, su discográfica y una aerolínea. Sinatra tenía 75 empleados.
Sinatra rechazó que se le entrevistase para el perfil. Sin embargo, en lugar de abandonar el encargo, Talese pasó tres meses, contando desde noviembre de 1965, siguiendo a Sinatra, observando todo lo que acontecía a su alrededor y entrevistando a cualquier miembro de su séquito dispuesto a hablar. Esquire pagó cerca de 5 000 dólares durante la redacción del artículo.
Talese dudó si podría acabar el perfil, pero lo hizo. En una carta a Harold Hayes escribeː «Puede que no tenga lo que esperaríamos sobre el verdadero Frank Sinatra, pero quizá, al no obtenerlo y ser rechazado constantemente y al ver a sus esclavos proteger sus flancos nos acercaremos a la verdad sobre el hombre». La historia se publicó en abril de 1966 sin que Sinatra cooperase lo más mínimo.

## El perfil
El perfil empieza con Sinatra de humor hosco en un club privado de Hollywood. Él y parte de su personal están preocupados porque Sinatra sufre un resfriado que le impide cantar bien. Su importancia se relata en uno de los pasajes más famosos de Talese:

"Sinatra con un resfriado es Picasso sin pintura, Ferrari sin gasolina, pero peor. Porque el resfriado le roba a Sinatra esa impagable joya, su voz, resquebraja el núcleo de su confianza y eso afecta no solo a su psique, sino también parece causar un moqueo psicosomático en docenas de personas que trabajan para él, beben con él, lo aman, dependen de él para su propio bienestar y estabilidad. Un Sinatra con un resfriado puede, a pequeña escala, enviar vibraciones a través de la industria del entretenimiento y más allá, de la misma manera que un presidente de los Estados Unidos, súbitamente enfermo, puede agitar la economía nacional".

El estilo de la narración, en este pasaje y en todo el artículo, era extraño al periodismo de la época, pues se consideraba que estaba en la zona de la escritura de ficción. Solo unos pocos autores, como Tom Wolfe, empleaban técnicas semejantes en la escritura periodística. La obra emplea técnicas como la narración en tercera persona, y el uso de escenas y diálogo que eran frecuentes en la ficción, pero todavía raros en el periodismo.

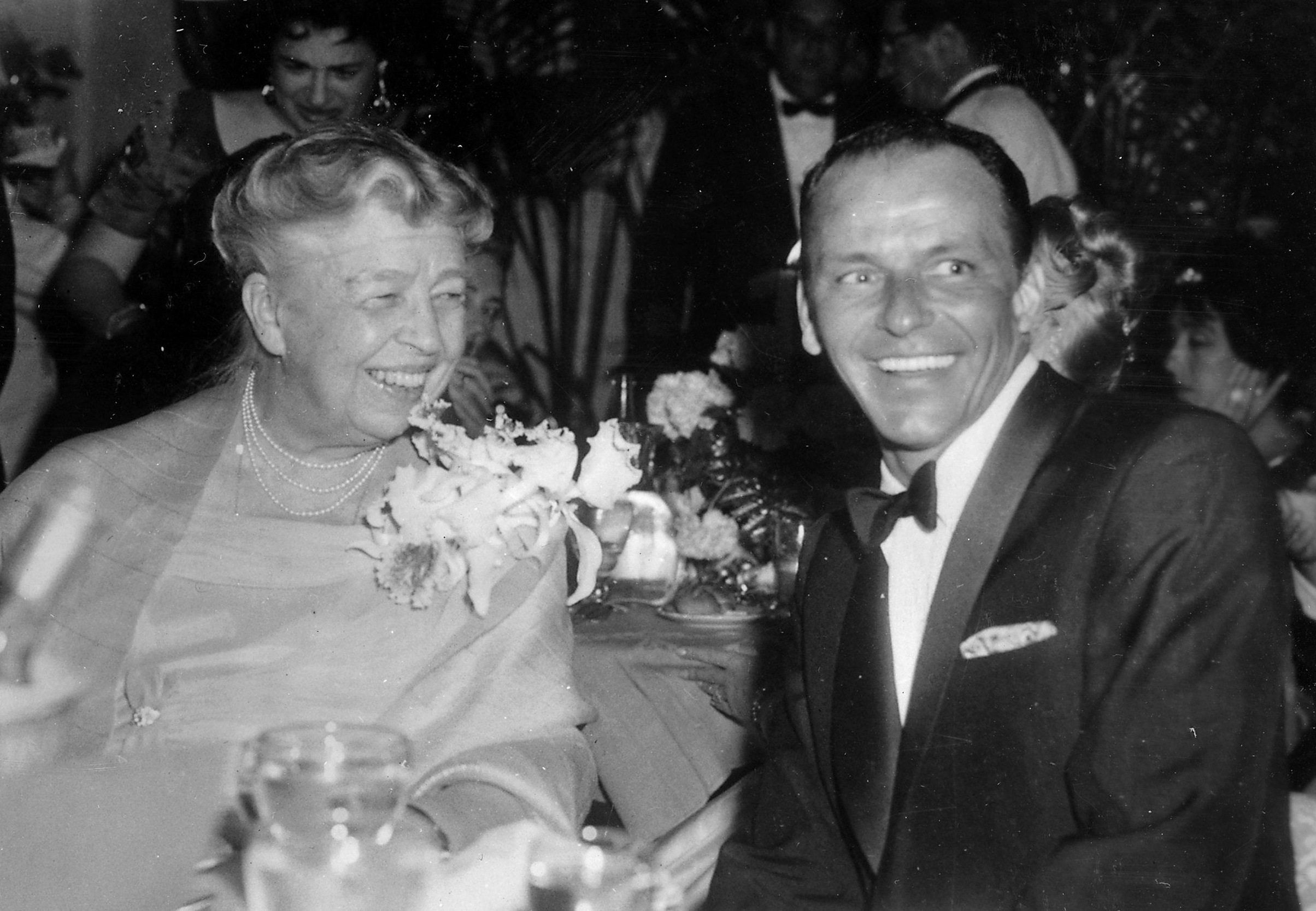
Sinatra, fotografiado con Eleanor Roosevelt en 1960, años antes de que Talese escribiera el artículo.

Aunque Sinatra estaba cerca de la cúspide de su fama en la década de 1960, el mundo de la música estaba siendo sacudido. La llegada de bandas como The Beatles y el cambio cultural que las acompañó amenazaba a Sinatra. Esto se ilustra en una escena con el escritor Harlan Ellison, que lleva pantalones de pana, un jersey Shetland y una chaqueta de ante en un club. Sinatra se enfrenta a Ellison y le insulta por su indumentaria. Después de que a Ellison se le invite a abandonar el club, Sinatra le dice al encargado «no quiero a nadie aquí sin chaqueta y corbata».
Aunque nunca habló con Sinatra, Talese arrojó luz sobre la personalidad voluble de Sinatra y su confusión interna. El artículo detalla también la relación de Sinatra con sus hijos y sus exesposas, Nancy Barbato y Ava Gardner. A través de una serie de escenas y anécdotas centradas en la  gente que rodea a Sinatra, el artículo «revela el funcionamiento interno de la biosfera de clima controlado que el cantante ha construido a su alrededor».
El artículo termina con un pasaje que demuestra la sed de relevancia de Sinatra:

"Frank Sinatra detuvo su coche. El semáforo estaba en rojo. Los peatones pasaron rápido frente a su parabrisas pero, como de costumbre, uno no lo hizo. Era una chica en la veintena. Permaneció en el bordillo mirándole fijo. Por el rabillo de su ojo izquierdo él podía verla y sabía, porque pasa casi cada día, que ella estaba pensandoː Parece él, pero ¿lo es?
Justo antes de que el semáforo se volviera verde, Sinatra se giró hacia ella, la miró directo a los ojos esperando la reacción que sabía que llegaría. Llegó y él sonrió. Ella sonrió y él se fue".

## Influencia en el nuevo periodismo
El artículo fue un éxito. El periodista Michael Kinsley ha dicho al respecto: «Es difícil imaginar que un artículo de revista de hoy ejerza el impacto que [este] artículo y otros tuvieron en esos días en términos de todo el mundo hablando sobre él a causa únicamente de la escritura y el estilo».
Después de que Tom Wolfe  popularizara el término «nuevo periodismo» en su antología de 1973 The New Journalism, la obra de Talese pasó a ser ampliamente estudiada e imitada.
La obra se compara a menudo con los perfiles de las revistas modernas en los que los escritores consumen poco tiempo con las celebridades o cuando fabrican elementos de su historia como Jayson Blair o Stephen Glass.
Talese ha rechazado la etiqueta de «nuevo periodismo» por esta razón. Más tarde declaró en la NPR: «El término “nuevo periodismo” se puso muy de moda en los campus universitarios en la década de 1970 y algunos de sus seguidores tendieron a ser muy inexactos con los hechos. Y eso es por lo que quise separarme. En el New York Times era un copy boy y más tarde me hice reportero, así que reverencio la tradición del Times de ser preciso».
El artículo sigue recibiendo elogios y el propio Talese lo considera una de sus mejores obras. El perfil, que se sigue leyendo, se ha republicado en muchas antologías.